# Allocamelus

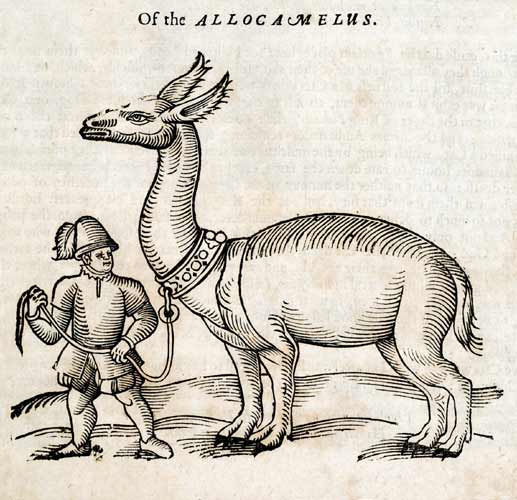
Allocamelus.

En heráldica, el allocamelus («asno-camello») es un animal fabuloso con la cabeza de un burro y el cuerpo de un camello. Es una representación inexacta de la llama. Fue utilizado por primera vez como un escudo para la Compañía Inglesa Eastland, y más tarde por la Compañía de Moscovia.